# Aouzou-Streifen

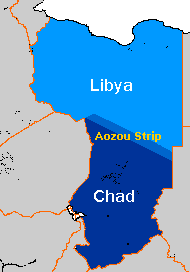
Aouzou-Streifen zwischen Libyen und Tschad

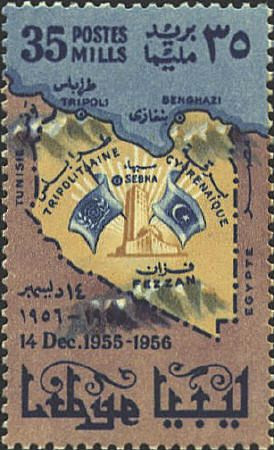
1956 vereinnahmte diese libysche Briefmarke den Streifen

Der Aouzou-Streifen innerhalb des Tschad

Der Aouzou-Streifen (auch Aozo, Aouzo oder Auzou; arabisch أوزو, DMG Auzū) ist ein Gebiet im nördlichen Tschad, in der früheren Borkou-Ennedi-Tibesti-Region, an der Grenze zu Libyen. Er ist benannt nach der Stadt Aouzou in der nordöstlichen Tibesti-Region.
Das etwa 1000 km lange, 100 km breite und 114.000 km² große Gebiet mit etwa 4000 Einwohnern, davon gut 1000 in der Oase Aouzou (beide Zahlen Stand 1990), war jahrzehntelang ein Streitpunkt zwischen beiden Staaten. In dem Gebiet wurden wirtschaftlich nutzbare Uran- und Wolfram-Vorkommen vermutet, die aber bis heute (2015) nicht gefördert werden.

## Geschichte
In den Jahren 1912, 1919 und 1926 regelten Verträge die Süd- und Ostgrenze der italienischen Kolonie Libyen gegenüber Ägypten, dem Sudan und dem Tschad. In Rom schlossen Italien und Frankreich am 7. Januar 1935 einen weiteren Vertrag über die Grenze zwischen ihren Kolonien Libyen und Tschad. Dieser Vertrag sieht vor, dass Frankreich den Aouzou-Streifen an Italien abtritt, womit das Gebiet vom späteren Tschad an das spätere Libyen gefallen wäre. Dieses Französisch-Italienische Abkommen (Laval-Mussolini-Pakt) wurde jedoch unter anderem wegen der Annäherung Mussolinis an Nazi-Deutschland nicht ratifiziert, zudem wurde nur ein Teil der von Italien zugesagten Gegenleistungen (einschließlich kleinerer Gebietsabtretungen in anderen Regionen) erbracht. 
Dieser Vertrag bildete die nahezu einzige Anspruchsgrundlage Libyens auf den Aouzou-Streifen. Libysche Truppen besetzten 1973 den Aouzou-Streifen. Im Gegenzug versprach Libyen, die Unterstützung der Guerillagruppe FROLINAT einzustellen. 1976 gab Libyen die formelle Annexion des Gebietes bekannt. Der Libysch-tschadische Grenzkrieg dauerte von 1978 bis 1987. Während des Bürgerkrieges im Tschad war dort die Basis für libysche Interventionen bzw. für die Unterstützung pro-libyscher Kräfte.
Dem Tschad gelang am 8. August 1987 kurzzeitig die Rückeroberung von Aouzou. Noch im selben Monat eroberte Libyen im zweiten Versuch den Ort erneut. Nach der spektakulären tschadischen Eroberung eines wichtigen, auf libyschem Gebiet gelegenen Luftwaffenstützpunktes am 5. September 1987 schlossen beide Staaten auf internationalen Druck hin und unter Vermittlung der OAU am 11. September 1987 einen Waffenstillstand, der Grenzstreit sollte diplomatisch gelöst werden. Dieser Waffenstillstand wurde nur wenig verletzt und beendete faktisch den Libysch-Tschadischen Grenzkrieg, einen förmlichen Friedensvertrag gab es nicht. 
Die Beziehungen verbesserten sich nun rasch, weil Libyen seine Bereitschaft zum Verzicht auf den Aouzou-Streifen im Falle einer entsprechenden Entscheidung durch den Internationalen Gerichtshof (IGH) in Den Haag signalisierte, wo 1990 die Verhandlung des Falles begann. Am 3. Februar 1994 bestätigte der Gerichtshof mit 16 zu 1 Stimmen die Zugehörigkeit des weiterhin von Libyen gehaltenen Gebietes zum Tschad. Die libysche Armee räumte zwischen dem 12. und dem 30. Mai 1994 unter Aufsicht der Vereinten Nationen ihre Positionen. Mit dem Freundschaftsvertrag zwischen beiden Staaten vom Juni 1994 spielt die Grenzfrage in den Beziehungen beider Staaten keine Rolle mehr. Beide Staaten nahmen 1998 diplomatische Beziehungen wieder auf.